# Cârlibaba
Cârlibaba é uma comuna romena localizada no distrito de Suceava, na região de Bucovina. A comuna possui uma área de 271.48 km² e sua população era de 1910 habitantes segundo o censo de 2007.